# Elke Wijnhoven
Elke Wijnhoven (Beers, 3 gennaio 1981) è un'ex pallavolista olandese.
Giocava nel ruolo di libero.

## Carriera
La carriera di Elke Wijnhoven inizia in alcuni club olandesi di serie minore come il Sonas Activia, De Schalmers ed il Micro/Electro. Nella stagione 2001-02 viene ingaggiata dal Vicenza Volley, squadra italiana di serie A1 con la quale vince una supercoppa italiana.
L'esperienza italiana dura una sola stagione e nel 2002 si trasferisce in Germania, nell'Ulm, dove resta per due stagioni: in questo periodo vince sia il campionato che la coppa di Germania. La stagione successiva è nuovamente in Italia, a Forlì, mentre in quella seguente all'Airone: sono questi gli anni delle prime apparizioni in nazionale e, visto che i Paesi Bassi non riuscivano più ad ottenere risultati di livello, si decise di riunire tutte le giocatrici più forti del paese in un'unica squadra, il Martinus, una sorta di nazionale a livello di club. Elke Wijnhoven prese parte a questo progetto nel 2006.
Dopo la decisione di lasciare la nazionale si trasferisce nella stagione 2007-08 ancora una volta in Italia, a Pesaro: il suo periodo di massima maturazione a livello pallavolistico corrisponde anche alle annate di maggior successo della società. Vince infatti tre campionati consecutivi, una coppa Italia, due supercoppe italiane e, a livello europeo, una Coppa CEV.

## Palmarès

### Club
- Campionato tedesco: 1

2002-03
- Campionato olandese: 1

2006-07
- Campionato italiano: 3

2007-08, 2008-09, 2009-10
- Coppa di Germania: 1

2002-03
- Coppa dei Paesi Bassi: 1

2006-07
- Coppa Italia: 1

2008-09
- Supercoppa italiana: 3

2001, 2008, 2009
- Supercoppa olandese: 1

2007
- Coppa CEV: 1

2007-08